# Marietta Ambrosi
Maria Giacinta Massimigliana Ambrosi, detta Marietta (Rovereto, 10 febbraio 1852 – Brescia, 5 giugno 1921), è stata una modella e scrittrice italiana.

## Biografia
Marietta nacque a Rovereto il 10 febbraio 1852 da Pietro, intagliatore di legno di origine trentina, e Lucia Cominelli, che era nata a Boston da una famiglia di italiani emigrati. Quando, nel 1871, la madre ricevette dagli Stati Uniti la lettera d'un vecchio amico che la invitava a farvi ritorno, fu deciso che a trasferirsi negli Stati Uniti fossero Marietta e alcuni parenti. 
A Boston, Marietta Ambrosi divenne modella di pittori e scultori e conobbe così Marcus Waterman, pittore orientalista, che oltre a prediligerla come soggetto dei suoi dipinti, si legò sentimentalmente a lei. Tra il 1877 ed il 1878 Ambrosi fu a Parigi in occasione dell'Esposizione Universale, dove ebbe modo di conoscere intellettuali e artisti emergenti, tra cui Francis Coates Jones e in seguito divenne modella di numerosi pittori tra cui Gerome, Bouguereau, Cabanel, Boulanger, Caliga, Pierce, Halsall, Fadero. Nel 1892, a Boston, la Ambrosi decise di raccogliere i ricordi della sua fanciullezza a Brescia dando alle stampe Italian child life (Vita di una ragazza italiana). L'opera fu ristampata nel 1906.
Nel 1908 la Ambrosi, allora cinquantaseienne, e Waterman, di 74 anni, decisero di sposarsi dopo una lunga convivenza per trasferirsi in Italia nel 1909.
Nel 1914 i due soggiornavano a Maderno, sulle sponde del lago di Garda, quando, il 2 aprile, Waterman morì a seguito di un malore improvviso. Fu cremato e tumulato al Cimitero monumentale Vantiniano di Brescia per volere della moglie che, successivamente, raggiunse alcuni parenti nella cittadina di Watertown, non lontano da Boston. Nel novembre 1920 scelse d'intraprendere un nuovo viaggio alla volta dell'Italia. Era a Brescia quando cadde malata e, diagnosticatale una polmonite, fu ricoverata nel sanatorio dove morì per sopraggiunta peritonite il 5 giugno del 1921. La sua salma fu tumulata accanto al marito.

## Opere
- (EN) Marietta Ambrosi, When I was a girl in Italy, Boston, Lothrop, Lee & Shepard Co., 1906.